# 아멘 (2002년 영화)
아멘은 나치 독일의 홀로코스트에 대해 다룬 2002년 프랑스, 독일, 루마니아 전쟁, 범죄, 드라마 영화이다. 코스타 가브라스가 감독했다.

## 출연

### 주연
- 벤 스틸러
- 나오미 왓츠
- 아만다 사이프리드
- 아담 드라이버
- 찰스 그로딘

### 조연
- 찰스 그로딘
- 킹 애드락
- 마리아 디지아
- 브래디 코베
- 그레타 리
- 드리 헤밍웨이
- 아담 센
- 제임스 사이토
- 매튜 마허
- 토드 로할
- 제시카 트뤄빅
- 딘 위어햄
- 피터 야로우
- 보니 커프만
- 헥터 오테로
- 데보라 아이젠버그
- 매튜 쉐어
- 퀸시 타일러 번스타인
- 애니 베이커
- 제임스 만젤로
- 로라 한킨
- 스토다드 블래컬
- 아리엘 베서니
- 제임스 사이토
- 후안 토리엔티
- 딘 위어햄
- 에린 바이른
- 릴리 쏜
- 매튜 캐플런
- 대니얼 슬라비크
- 그렉 켈러

## 기타
- 조감독: 캐런 케인
- 미술: 애덤 스톡하우젠
- 세트: 크리스 모란
- 헤어: 재클린 웨이스
- 의상: 앤 로스
- 배역: 더글러스 아이벨
- 배역: 프랜신 마이슬러
- 프로덕션매니저: 캐서린 파렐